# تپه‌های کوکشه‌تاو
تپه‌های کوکشه‌تاو (قزاقی: Көкшетау қыраты) یک رشته کوه در قزاقستان است که در استان قزاقستان شمالی واقع شده است.